# كريستين بايبر
كريستين بايبر (بالإنجليزية: Christine Piper)‏ (1 مارس 1979، سول في كوريا الجنوبية)؛ روائية أسترالية.